# Dick van Well
Dick van Well (Rotterdam, 1948) is een Nederlands bestuurder. Hij is lid van de raad van commissarissen van Dura Vermeer en was van 2007 tot 2015 president-commissaris van Feyenoord.
Van Well trad in 1973 in dienst van Dura Woningbouw. Hij was vanaf 1984 lid van de hoofddirectie van de Verenigde Dura Bedrijven en later voorzitter van de directie. Toen Dura in 1998 met Aannemingsmaatschappij P. Vermeer fuseerde, werd Van Well voorzitter van de raad van bestuur van het aldus gevormde Dura Vermeer. Hij was tevens voorzitter van het bestuur van het Algemeen Verbond Bouwbedrijf - Waterweggebied (AVBB-W). Bij zijn afscheid van deze functie kreeg hij in 2005 door de Rotterdamse wethouder Wim van Sluis de Wolfert van Borselenpenning uitgereikt.
Nadat voorzitter Jorien van den Herik in december 2006 wegens financiële perikelen door de commissie-Kerkum werd verzocht zijn functie bij Feyenoord neer te leggen, werd Van Well gevraagd als zijn opvolger. Besloten werd dat Gerard Kerkum het voorzitterschap tot het einde van het seizoen zou waarnemen, waarna Van Well, die in december 2006 werd benoemd tot vicepresident-commissaris, het overnam. Van Well kreeg onder meer als taak om financiers aan te trekken.